# Sporastatiaceae
Sporastatiaceae is een botanische naam voor een familie van korstmossen behorend tot de orde Rhizocarpales.

## Geslachten
De familie bestaat uit twee geslachten:
- Sporastatia
- Toensbergia